# Saison 13 de Section de recherches
 (mars 2019).
Si vous disposez d'ouvrages ou d'articles de référence ou si vous connaissez des sites web de qualité traitant du thème abordé ici, merci de compléter l'article en donnant les références utiles à sa vérifiabilité et en les liant à la section « Notes et références ».
Chronologie
Saison 12 Saison 14
Cet article présente les épisodes de la treizième saison de la série télévisée française Section de recherches.

## Distribution

### La brigade
- Xavier Deluc : capitaine Martin Bernier, chef de groupe
- Franck Sémonin : lieutenant Lucas Auriol
- Félicité Chaton : adjudant Victoire Cabral, dite « Vicky »
- Stéphane Soo Mongo : adjudant Alexandre Sainte-Rose, dit « Alex »
- Élise Tielrooy : capitaine Ariel Grimaud, responsable du TIC
- Honorine Magnier : lieutenant Rose Orsini

## Liste des épisodes[1]

### Épisode 1:Mauvais sort, première partie
- Belgique : 2 mars 2019 sur La Une
- Suisse : 2 mars 2019 sur RTS Deux
- France : 7 mars 2019 sur TF1

- France : 5,63 millions de téléspectateurs (25,5 % de PDA)[2]

- Manon Azem : Sara Casanova
- Fayçal Safi : Lieutenant Chevrier
- Slimane Yefsah : Lucien Rodier
- Frédéric Andrau : Adrien Colbert
- Stéphane Metzger : Romain Bartelli
- Nicolas Van Beveren : Nathan Casanova, le frère de Sara
- Djinda Kane : Mae Boucharet

### Épisode 2:Mauvais sort, seconde partie
- Belgique : 2 mars 2019 sur La Une
- Suisse : 2 mars 2019 sur RTS Deux
- France : 7 mars 2019 sur TF1

- France : 4,79 millions de téléspectateurs (26,6 % de PDA)[2]

- Manon Azem : Sara Casanova
- Fayçal Safi : Lieutenant Chevrier
- Slimane Yefsah : Lucien Rodier
- Frédéric Andrau : Adrien Colbert
- Stéphane Metzger : Romain Bartelli
- Nicolas Van Beveren : Nathan Casanova, le frère de Sara
- Djinda Kane : Mae Boucharet

### Épisode 3:Miraculée
- Belgique : 9 mars 2019 sur La Une
- Suisse : 9 mars 2019 sur RTS Deux
- France : 14 mars 2019 sur TF1

- France : 5,11 millions de téléspectateurs (23,4 % de PDA)[3]

- Vanessa Liautey : Sonia
- Léna Bréban : Marianne Giraud
- Xavier Brossard : Stéphane Giraud
- Tella Kpomahou : Sœur Hélène
- Violaine Fumeau : Sœur Annick
- Victor Durbec : Tom Giraud
- Stéphane Pezerat : Guy Mazurier
- Fabrice Raspati : Professeur Delbart

### Épisode 4:Double Jeu
- Belgique : 9 mars 2019 sur La Une
- Suisse : 9 mars 2019 sur RTS Deux
- France : 14 mars 2019 sur TF1

- France : 4,34 millions de téléspectateurs (21,3 % de PDA)[3]

- François Feroleto : Victor Lespinasse
- Agnès Ramy : Célia Lespinasse
- Max Libert : Jonathan Lespinasse
- Djoudi Dendoune : Joachim Albertini
- Karina Marimon : Patricia
- Jimmy Conchou : Marc Hernandez
- Nicolas Abraham : Christophe
- Franck Libert : Jean-Pierre Mercier
- Nathan Delemme : Gérant du Cercle

### Épisode 5:Mort Sur Mesure
- Belgique : 16 mars 2019 sur La Une
- Suisse : 16 mars 2019 sur RTS Un
- France : 28 mars 2019 sur TF1

- France : 4,75 millions de téléspectateurs (21.4 % de PDA)[4]

- Fleur Monharoul : Sophie Delcroix
- Alban Guyon : Pierre Baumard
- Carole Weyers : Victoria Baumard
- Philippine Martinot : Morgane Cherel
- Christopher Bayemi : Philippe Faure
- Théo Cofer : Quentin Lachaux
- Aurore Saint-Martin : Dr Fabiani
- Julien Pastorello : Barman

### Épisode 6:Tiens Ta Garde
- Belgique : 16 mars 2019 sur La Une
- Suisse : 16 mars 2019 sur RTS Un
- France : 28 mars 2019 sur TF1

- France : 3,90 millions de téléspectateurs (22.6 % de PDA)[4]

### Épisode 7:Les Proies
- Belgique : 23 mars 2019 sur La Une
- Suisse : 23 mars 2019 sur RTS Un
- France : 4 avril 2019 sur TF1

- France : 5,08 millions de téléspectateurs (22.1 % de PDA)[5]

### Épisode 8:In Utero
- Belgique : 23 mars 2019 sur La Une
- Suisse : 23 mars 2019 sur RTS Un
- France : 4 avril 2019 sur TF1

- France : 4,09 millions de téléspectateurs (22,0 % de PDA)[5]

- Jean Pouletty : Simon Pastorelli
- Marie Barrouillet : Manon Serris
- Candice Lartigue : Clara Malaussena
- Hugo Lebreton : Xavier Casteu
- Sébastien Bihi : Bruno Serris
- Aude Gogny-Goubert : Annie Jeanneret
- Thierry Gibault : Gérard Pastorelli

### Épisode 9:Les Apparences
- Belgique : 30 mars 2019 sur La Une
- Suisse : 30 mars 2019 sur RTS Un
- France : 11 avril 2019 sur TF1

- France : 5,20 millions de téléspectateurs (23,0 % de PDA)[6]

- Herrade Von Meier : Emmanuelle Delille
- Frédéric Radepont : Guillaume Delille
- Cosima Bevernaege : Jade Delille
- Thomas Cousseau : Félix Hirigoyen
- Raphaël Mathon : Fréderic Saunier
- Elodie Rouprêt : Virginie Ravier
- Léa Rostain : Elodie Charraz

### Épisode 10:Naufrage
- Belgique : 6 avril 2019 sur La Une
- Suisse : 30 mars 2019 sur RTS Un
- France : 11 avril 2019 sur TF1

- France : 4,05 millions de téléspectateurs (23,4 % de PDA)[6]

- Nicolas Grandhomme : Tristan Vassard
- Nicolas Carpentier : Julien

### Épisode 11:Petite sœur
- Belgique : 13 avril 2019 sur La Une
- Suisse : 6 avril 2019 sur RTS Un
- France : 25 avril 2019 sur TF1

- France : 4,65 millions de téléspectateurs (20,9 % de PDA)[7]

- Charlie Loiselier : Cloé Cabral
- Yann Babilée : Hervé Cabral
- Chloé Zerbib : Luna Massy
- Simon Rérolle : Adrien Massy
- Noémie de Lattre : Hélène Massy
- Samuel Etifier : Bruno Castro
- Anne-Sophie Girard : Alexandra Detel

### Épisode 12:Ligne rouge
- Belgique : 13 avril 2019 sur La Une
- Suisse : 13 avril 2019 sur RTS Un
- France : 25 avril 2019 sur TF1

- France : 3,91 millions de téléspectateurs (22,7 % de PDA)[7]

- Guillaume Ducreux : Valentin Leconte
- Adrianna Gradziel : Bertille Chavagnac
- Pierre Aussedat : Maxime Leconte
- Joseph Fourez : Gaël Leconte
- Anne Solenne : Salomé Leconte
- Julien Naccache : Le chirurgien

### Épisode 13:Dernière chance
- Belgique : 20 avril 2019 sur La Une
- Suisse : 20 avril 2019 sur RTS Un
- France : 2 mai 2019 sur TF1

- France : 4,33 millions de téléspectateurs (18,7 % de PDA)[8]

- Satya Dusaugey : Stéphane Marti
- Sandra Parfait : Carole Lambert
- Lucile Marquis : Chrystelle Saget
- Nils Ohlünd : Franck Lebel
- Thierry Nenez : Thierry Louvet
- Pascal Oumakhlouf : Ali Bensala
- Mohamed Brikat : Pascal Langart
- Martin Kamoun : Gérant Golf
- Jade Pedri : Escort Girl

### Épisode 14:Justice aveugle
- Belgique : 20 avril 2019 sur La Une
- Suisse : 20 avril 2019 sur RTS Un
- France : 2 mai 2019 sur TF1

- France : 3,53 millions de téléspectateurs (18,3 % de PDA)[8]

- Margot Dufrene : Nadia Massard
- Morgan Perez : Marko Férouz
- Jean-Marie Rollin : Serge Massard
- Eric Rulliat : Samuel Lebas
- Fatah Boudia : Frédéric Martinez
- Eddy Leduc : Kévin Faidutti
- Mélissa Calatayud : Anna Faidutti
- Clément Brun : Éric Beaufils